# Praderies, sabanes i matollars tropicals i subtropicals
Les praderies, sabanes i matollars tropicals i subtropicals són les praderies que es troben en regions amb climes que van del semiàrid al semi-humit, a les latituds subtropical i tropical. Les praderies estan compostes per herba i plantes herbàcies. Les sabanes són praderies formades per arbres dispersos. Els matollars estan formats per matolls herbacis o llenyosos.
Les precipitacions a les praderies, sabanes i matollars subtropicals i tropicals, oscil·len entre els 450 i els 1.500 mil·límetres anuals, que poden ser estacionalment elevades, amb precipitacions anuals que es poden concentrar en un parell de setmanes.
Les praderies, sabanes i matollars tropicals i subtropicals tenen lloc a tots els continents excepte l'Antàrtida. Estan molt esteses a l'Àfrica, i també es troben al llarg de tot l'Àsia meridional, la part nord de l'Amèrica del Sud i Austràlia, i el sud dels Estats Units.
Les sabanes africanes es troben entre boscos i regions boscoses i les regions de pastures. El clima varia força, amb una temperatura mitjana de 27 °C amb pics de 30 °C a l'abril i l'octubre, i amb precipitacions entre els 300 i 1.500 mil·límetres anuals. La flora està formada per: 
- Acàcia (Arbre)
  - Perd les fulles durant l'estació seca per conservar la humitat
  - Fulles de dosser a l'estació de pluges (aplanat pels vents)
- Baobab (Arbre)
  - Emmagatzema aigua al tronc
  - Te l'escorça gruixuda per protegir-lo dels incendis a l'estació seca
  - Té arrels profundes per arribar a l'aigua subterrània
  - Té poques fulles per reduir la pèrdua d'aigua per efecte de la transpiració
- Gespa
  - Creix ràpidament fins a 3 o 4 metres
  - Els brots moren a l'estació seca, deixant només les arrels
- Matolls baixos
  - Són resistents a la sequera
  - Petits
  - Tenen espines en lloc de fulles

## Prada

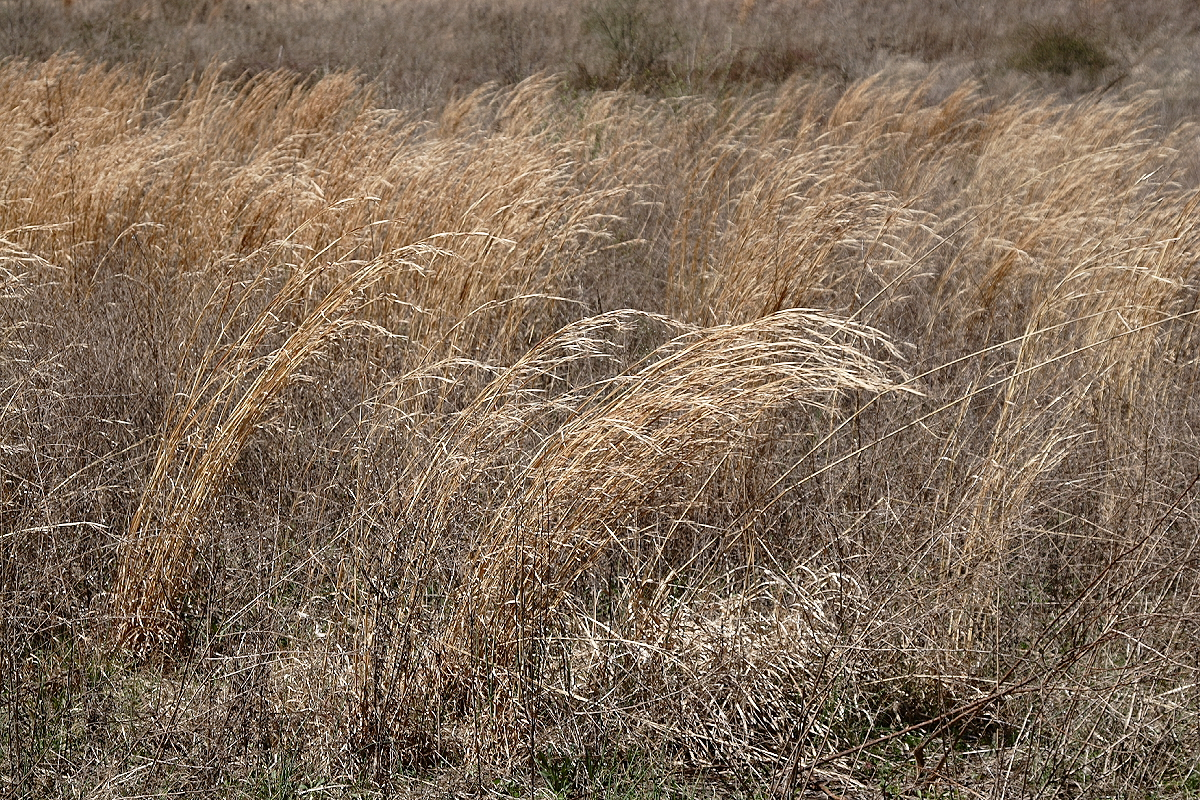
Herbes de praderia

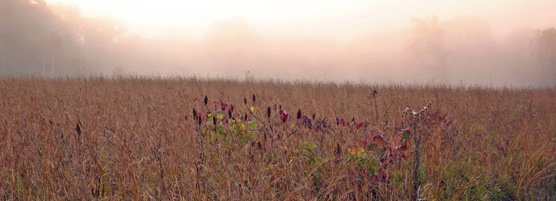
Prada a Iowa, Estats Units

Les prades engloba els biomes de les praderies temperades, sabanes i matollars. Tots aquests biomes tenen un clima temperat similar amb pluviometria moderada i amb herbes, mates i arbusts més que no pas arbres com a tipus de vegetació dominant. Les regions de prades temperades inclouen La Pampa argentina, i les estepes d'Euràsia.
Les terres que típicament s'anomenen prades tendeixen a ser les d'Amèrica del Nord. El terme inclou la zona de les terres baixes interiors dels Estats Units, Canadà i Mèxic, que inclou les Grans Planes com també les terres més humides i una mica més aturonades de l'est. Als Estats Units la zona de prada la constitueixen la totalitat o la major part dels estats de Dakota del Nord, Dakota del Sud, Nebraska, Kansas, i Oklahoma, i bona part dels estats de Montana, Wyoming, Colorado, Nou Mèxic, Texas, Missouri, Iowa, Illinois, Indiana, Wisconsin, i oest i sud de Minnesota. El Central Valley de Califòrnia també és una prada. Les Prades del Canadà ocupen extenses zones de Manitoba, Saskatchewan, i Alberta.
La formació de les prades nord-americanes van començar amb l'aixecament de les muntanyes Rocoses. Aquestes muntanyes crearen una ombra pluviomètrica que acabà amb la majoria d'arbres.
La majoria del sòl de prada es va dipositar durant les glaciacions del Quaternari que van començar fa uns 110.000 anys. Les glaceres es van expandir cap al sud gratant el sòl, aixecant material i alçant el terreny. Quan les glaceres van retrocedir fa uns 10.000 anys s'hi va dipositar material.
La praderia d'herbes altes evolucionà durant de desenes a milers d'anys amb l'alternança de la pastura i el foc.
Malgrat les sequeres recurrents i les ocasionals pluges torrencials les prades de les grans planes no estan subjectes a una gran erosió del terreny. El sistema radicular de les plantes de la prada aguanta fermament els sòl i quan les plantes moren la descomposició retorna els nutrients al sòl. També aguanten millor la secada que les plantes cultivades.